# اتحادیه دوموریا
اتحادیه دوموریا (به لاتین: Dumuria Union) یک منطقهٔ مسکونی در بنگلادش است که در Dumuria Upazila واقع شده‌است.